# Salsa (Sauce)

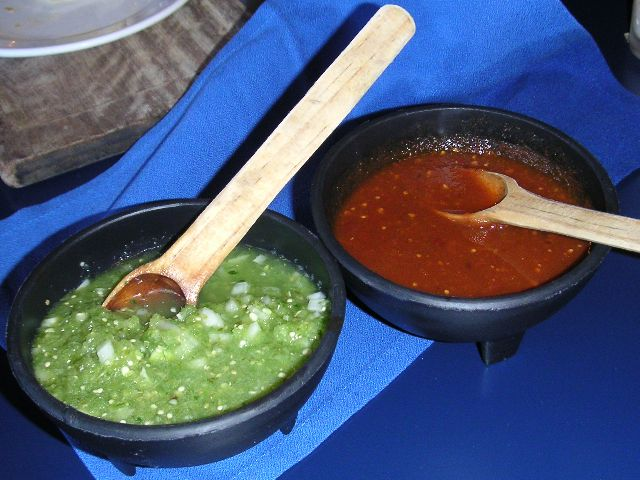
Salsa verde und Salsa roja

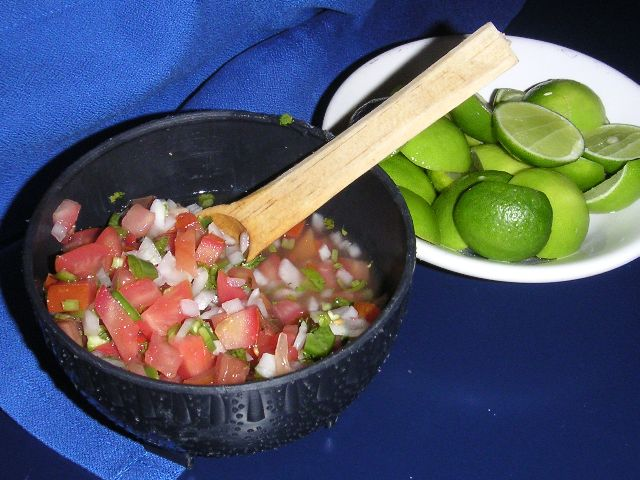
Pico de gallo

Salsa ist das spanische Wort für Sauce. Im deutschen Sprachraum wird der Begriff Salsa meist für typische Zubereitungsformen der mexikanischen Küche, die mit Chili gewürzt sind, verwendet. Die Salsa wird meist aus Tomaten (rot) oder Tomatillos (grün) und Chilis, Zwiebeln, Knoblauchzehen sowie – je nach Rezept – weiteren Zutaten hergestellt. Obwohl sie oft kalt als Dip (z. B. zu Tortillas und Tacos) verwendet wird, wird sie bei der Herstellung meist gekocht. Eine Ausnahme ist Pico de gallo, eine traditionelle Salsa, deren Zutaten ausschließlich roh vermischt serviert werden.